# Pieve di San Frediano (Lunata)
La pieve di San Frediano è un edificio sacro che si trova in località Lunata a Capannori.

## Storia e descrizione
Già esistente nell'VIII secolo, è stata ristrutturata alla fine del XVIII secolo e ancora ampliata nell'Ottocento, e solo il campanile ne rivela l'origine medievale. La decorazione ad affresco nell'abside e nella cupola, degli inizi del Novecento, è di Michele Marcucci. Fra le opere, lo Sposalizio mistico di Santa Caterina, sormontato da una lunetta con il Padre Eterno in una gloria di angeli, di Francesco Vanni (1602-1604), e San Giovanni Battista tra i Santi Girolamo e Jacopo di Alessandro Ardenti (1566). La chiesa possiede anche una statua lignea della Madonna in trono col Bambino (fine XIII secolo). L'acquasantiera e il fonte battesimale risalgono al XV secolo, il tabernacolo per oli santi, appena posteriore, è opera di una maestranza civitalesca. Il campanile ospita un concerto di sei campane intonate in scala maggiore di Re3, fuse da Lorenzo Lera di Lammari nel 1899. Nel 1946 vennero rifuse le campane piccola e grossa dalla stessa fonderia.